# Список глав государств в 1959 году
| 1958 ← Список глав государств по годам → 1960 |

В списке перечислены лидеры государств по состоянию на 1959 год. В том случае, если ведущую роль в государстве играет коммунистическая партия, указан как де-юре глава государства — председатель высшего органа государственной власти, так и де-факто — глава коммунистической партии.
Цветом выделены страны, в которых в данном году произошли смены власти вследствие следующих событий:
- Получение страной независимости;
- Военный переворот, революция, всеобщее восстание ;
- Президентские выборы;
- парламентские выборы, парламентский кризис;
- Смерть одного из руководителей страны;
- Иные причины.

## Азия
|                                                          | Арабские эмираты (протектораты Великобритании)                   |                                              |                                                        | | |  |
|                                                          |                                                                  | Абу-Даби                                     | Эмир                                                   | Шахбут ибн Султан Аль Нахайян                                                                                                | 1928 год—1966 год |  |
|                                                          | Аджман                                                           | Эмир                                         | Рашид III ибн Хумайд                                   | 1928 год—1981 год | |  |
|                                                          | Дубай                                                            | Шейх                                         | Рашид ибн Саид Аль Мактум                              | 1958 год—1971 год | |  |
|                                                          | Рас-эль-Хайма                                                    | Эмир                                         | Сакр ибн Мухаммад                                      | 1948 год—2010 год | |  |
|                                                          | Умм-эль-Кайвайн                                                  | Эмир                                         | Ахмад II бин Рашид аль-Муалла                          | 1929 год—1981 год | |  |
|                                                          | Эль-Фуджайра                                                     | Шейх                                         | Мохаммед бин Хамад                                     | 1938 год—1974 год | |  |
|                                                          | Шарджа                                                           | Шейх                                         | Сакр III бин Султан                                    | 1951 год—1965 год | |  |
|                                                          | Афганистан                                                       | Афганистан                                   | Король                                                 | Захир-шах | 1933 год—1973 год |  |
| Премьер-министр                                          | Афганистан                                                       | Афганистан                                   | Мухаммед Дауд                                          | 1953 год—1963 год, 1973 год—1978 год                                                                                         | |  |
|                                                          | Бахрейн (протекторат Великобритании)                             | Бахрейн (протекторат Великобритании)         | Хаким                                                  | Салман ибн Хамад Аль Халифа                                                                                                  | 1942 год—1961 год |  |
|                                                          | Союз Бирма                                                       | Союз Бирма                                   | Президент                                              | Вин Маун | 1957 год—1962 год |  |
| Премьер-министр                                          | Союз Бирма                                                       | Союз Бирма                                   | Не Вин                                                 | 1958 год—1960 год, 1962 год—1974 год                                                                                         | |  |
| Шанские княжества Упразднены в 1959 году                 |                                                                  |                                              |                                                        | | |  |
|                                                          | Йонгве                                                           | Саофа                                        | Со Шве Тай                                             | 1926 год—1959 год | |  |
| Кенгтунг                                                 | Саофа                                                            | Саи Лонг                                     | 1945 год—1959 год                                      | | |  |
| Локсок (Ятсок)                                           | Саофа                                                            | Кхун Нсар                                    | 1946 год—1959 год                                      | | |  |
| Мокме                                                    | Саофа                                                            | Кхун Кхонг                                   | 1915 год—1959 год                                      | | |  |
| Монгнай                                                  | Саофа                                                            | Сао Пи                                       | 1949 год—1959 год                                      | | |  |
| Монгпай                                                  | Саофа                                                            | Кхун Пин Нья                                 | 1908 год—1959 год                                      | | |  |
| Монгпон                                                  | Саофа                                                            | Схо Хом                                      | 1947 год—1959 год                                      | | |  |
| Северное Сенви                                           | Саофа                                                            | Хом Пха                                      | 1915 год—1959 год                                      | | |  |
| Сипау                                                    | Саофа                                                            | Сао Чха Сенг                                 | 1947 год—1959 год                                      | | |  |
| Южное Сенви                                              | Саофа                                                            | Сху Хом                                      | 1946 год—1959 год                                      | | |  |
| Флаг Брунея                                              | Бруней (протекторат Великобритании)                              | Бруней (протекторат Великобритании)          | Султан                                                 | Омар Али Сайфуддин III | 1950 год—1967 год |  |
|                                                          | Бутан                                                            | Бутан                                        | Король                                                 | Джигме Дорджи Вангчук | 1952 год—1972 год |  |
|                                                          | Республика Вьетнам                                               | Республика Вьетнам                           | Президент                                              | Нго Динь Зьем | 1955 год—1963 год |  |
|                                                          | Демократическая Республика Вьетнам                               | Демократическая Республика Вьетнам           | Председатель ЦК Партии трудящихся Вьетнама             | Хо Ши Мин | 1951 год—1969 год |  |
| Президент                                                | Демократическая Республика Вьетнам                               | Демократическая Республика Вьетнам           | 1945 год—1969 год                                      | Хо Ши Мин | |  |
| Премьер-министр                                          | Демократическая Республика Вьетнам                               | Демократическая Республика Вьетнам           | Фам Ван Донг                                           | 1955 год—1976 год | |  |
| Флаг Израиля                                             | Израиль                                                          | Израиль                                      | Президент                                              | Ицхак Бен-Цви | 1952 год—1963 год |  |
| Флаг Израиля                                             | Израиль                                                          | Израиль                                      | Премьер-министр                                        | Давид Бен-Гурион | 1948 год—1954 год, 1955 год—1963 год |  |
|                                                          | Индия                                                            | Индия                                        | Президент                                              | Раджендра Прасад | 1950 год—1962 год |  |
| Премьер-министр                                          | Индия                                                            | Индия                                        | Джавахарлал Неру                                       | 1947 год—1964 год | |  |
| Флаг Индонезии                                           | Индонезия                                                        | Индонезия                                    | Президент                                              | Сукарно | 1945 год—1949 год, 1950 год—1967 год |  |
| Флаг Индонезии                                           | Индонезия                                                        | Индонезия                                    | Премьер-министр                                        | Джуанда Картавиджайя | 1957 год—1959 год |  |
| Флаг Иордании                                            | Иордания                                                         | Иордания                                     | Король                                                 | Хусейн ибн Талал | 1952 год—1999 год |  |
| Флаг Иордании                                            | Иордания                                                         | Иордания                                     | Премьер-министр                                        | Самир ар-Рифаи Хазза аль-Маджали                                                                                             | (1944 год—1945 год, 1947 год, 1950 год—1951 год, 1956 год, 1958 год—1959 год, 1963 год) (1955 год, 1959 год—1960 год)                                  |  |
|                                                          | Ирак                                                             | Ирак                                         | Президент                                              | Мухаммед Наджиб ар-Рубаи | 1958 год—1963 год |  |
| Премьер-министр                                          | Ирак                                                             | Ирак                                         | Абдель Керим Касем                                     | 1958 год—1963 год | |  |
|                                                          | Иран                                                             | Иран                                         | Шах                                                    | Мохаммед Реза Пехлеви | 1941 год—1979 год |  |
| Премьер-министр                                          | Иран                                                             | Иран                                         | Манучехр Эгбал                                         | 1957 год—1960 год | |  |
|                                                          | Йеменское королевство                                            | Йеменское королевство                        | Король                                                 | Ахмед бен Яхья Хамидаддин | 1948 год—1962 год |  |
|                                                          | Йеменские султанаты и шейхства (протекторат Великобритании Аден) |                                              |                                                        | | |  |
|                                                          |                                                                  | Алави                                        | Шейх                                                   | Салих ибн Сайель аль-Алави                                                                                                   | 1940 год—1967 год |  |
|                                                          | Акраби                                                           | Шейх                                         | Махмуд ибн Мухаммад аль-Акраби                         | 1957 год—1967 год | |  |
|                                                          | Аудхали                                                          | Султан                                       | Салих ибн Аль-Хусейн                                   | 1928 год—1967 год | |  |
|                                                          | Верхний Аулаки                                                   | Султан                                       | Авад ибн Салих                                         | 1935 год—1967 год | |  |
|                                                          | Верхняя Яфа                                                      | Султан                                       | Мухаммад II бин Салих аль-Хархара                      | 1948 год—1967 год | |  |
|                                                          | Дали                                                             | Эмир                                         | Шафауль III бин Али аль-Амири                          | 1954 год—1967 год | |  |
|                                                          | Касири                                                           | Султан                                       | Аль-Хусейн ибн Али                                     | 1949 год—1967 год | |  |
|                                                          | Куайти                                                           | Султан                                       | Авад II ибн Салех аль-Куайти                           | 1956 год—1966 год | |  |
|                                                          | Лахедж                                                           | Султан                                       | Фадл VI ибн Абд аль-Карим                              | 1958 год—1967 год | |  |
|                                                          | Мафлахи                                                          | Шейх                                         | Аль-Касим ибн Абд аль-Рахман                           | 1920 год—1967 год | |  |
|                                                          | Нижний Аулаки                                                    | Султан                                       | Насир III ибн Айдарус аль-Аулаки                       | 1947 год—1967 год | |  |
|                                                          | Нижняя Яфа                                                       | Cултан                                       | Махмуд ибн Айдарус аль-Афифи                           | 1958 год—1967 год | |  |
|                                                          | Фадли                                                            | Cултан                                       | Абдаллах IV бин Усман аль-Фадли                        | 1941 год—1962 год | |  |
|                                                          | Шаиб                                                             | Шейх                                         | Яхья ибн Мухаммад аль-Саклади                          | 1955 год—1963 год | |  |
|                                                          | Камбоджа                                                         | Камбоджа                                     | Король                                                 | Нородом Сурамарит | 1955 год—1960 год |  |
| Премьер-министр                                          | Камбоджа                                                         | Камбоджа                                     | Нородом Сианук                                         | 1945 год, 1950 год, 1952 год—1953 год, 1954 год, 1955 год—1956 год, 1956 год, 1957 год, 1958 год—1960 год, 1961 год—1962 год | |  |
|                                                          | Катар (протекторат Великобритании)                               | Катар (протекторат Великобритании)           | Эмир                                                   | Али бин Абдалла Аль Тани | 1949 год—1960 год |  |
|                                                          | Китайская Народная Республика                                    | Китайская Народная Республика                | Генеральный секретарь ЦК Коммунистической партии Китая | Мао Цзэдун | 1943 год—1976 год |  |
| Председатель                                             | Китайская Народная Республика                                    | Китайская Народная Республика                | Мао Цзэдун Лю Шаоци                                    | 1949 год—1959 год 1959 год—1968 год                                                                                          | |  |
| Премьер Госсовета                                        | Китайская Народная Республика                                    | Китайская Народная Республика                | Чжоу Эньлай                                            | 1949 год—1976 год | |  |
|                                                          | Китайская Республика (Тайвань)                                   | Китайская Республика (Тайвань)               | Президент                                              | Чан Кайши | 1950 год—1975 год |  |
| Председатель Исполнительного Юаня                        | Китайская Республика (Тайвань)                                   | Китайская Республика (Тайвань)               | Чэнь Чэн                                               | 1950 год—1954 год, 1958 год—1963 год                                                                                         | |  |
|                                                          | Корейская Народно-Демократическая Республика                     | Корейская Народно-Демократическая Республика | Председатель ЦК Трудовой партии Кореи                  | Ким Ир Сен | 1949 год—1966 год |  |
| Председатель кабинета министров                          | Корейская Народно-Демократическая Республика                     | Корейская Народно-Демократическая Республика | 1948 год—1972 год                                      | Ким Ир Сен | |  |
| Председатель Президиума Верховного народного собрания    | Корейская Народно-Демократическая Республика                     | Корейская Народно-Демократическая Республика | Чхве Ён Гон                                            | 1957 год—1972 год | |  |
|                                                          | Кувейт (протекторат Великобритании)                              | Кувейт (протекторат Великобритании)          | Шейх                                                   | Абдалла ас-Салем ас-Сабах (Абдалла III)                                                                                      | 1950 год—1961 год |  |
|                                                          | Лаос                                                             | Лаос                                         | Король                                                 | Сисаванг Вонг Саванг Ватхана                                                                                                 | 1946 год—1959 год 1959 год—1975 год |  |
| Премьер-министр                                          | Лаос                                                             | Лаос                                         | Фуи Сананикон Сунтон Патамнавонг                       | 1958 год—1959 год 1959 год—1960 год                                                                                          | |  |
| Флаг Ливана                                              | Ливан                                                            | Ливан                                        | Президент                                              | Фуад Шехаб | 1952 год, 1958 год—1964 год |  |
| Флаг Ливана                                              | Ливан                                                            | Ливан                                        | Премьер-министр                                        | Рашид Караме | 1955 год—1956 год, 1958 год—1960 год, 1961 год—1964 год, 1965 год—1966 год, 1966 год—1968 год, 1969 год—1970 год, 1975 год—1976 год, 1984 год—1987 год |  |
|                                                          | Малайская Федерация                                              | Малайская Федерация                          | Янг ди-Пертуан Агонг (Верховный глава)                 | Абдул Рахман | 1957 год—1960 год |  |
| Премьер-министр                                          | Малайская Федерация                                              | Малайская Федерация                          | Абдул Рахман                                           | 1957 год—1970 год | |  |
|                                                          | Мальдивы (протекторат Великобритании)                            | Мальдивы (протекторат Великобритании)        | Король                                                 | Мухаммед Фарид Диди | 1954 год—1968 год |  |
| Премьер-министр                                          | Мальдивы (протекторат Великобритании)                            | Мальдивы (протекторат Великобритании)        | Ибрагим Насир                                          | 1957 год—1968 год | |  |
|                                                          | Монгольская Народная Республика                                  | Монгольская Народная Республика              | Первый секретарь ЦК Монгольской народной партии        | Юмжагийн Цеденбал | 1958 год—1984 год |  |
| Председатель Совета министров                            | Монгольская Народная Республика                                  | Монгольская Народная Республика              | 1952 год—1974 год                                      | Юмжагийн Цеденбал | |  |
| Председатель Президиума Великого Государственного Хурала | Монгольская Народная Республика                                  | Монгольская Народная Республика              | Жамсарангийн Самбу                                     | 1954 год—1972 год | |  |
|                                                          | Непал                                                            | Непал                                        | Король                                                 | Махендра | 1955 год—1972 год |  |
| Премьер-министр                                          | Непал                                                            | Непал                                        | Субарна Шамшер Рана Бишвешвар Прасад Коирала           | 1958 год—1959 год 1959 год—1960 год                                                                                          | |  |
|                                                          | Оман (протекторат Великобритании)                                | Оман (протекторат Великобритании)            | Султан                                                 | Саид бин Таймур | 1932 год—1970 год |  |
| Флаг Пакистана                                           | Пакистан                                                         | Пакистан                                     | Президент                                              | Мухаммед Айюб Хан | 1958 год—1969 год |  |
| Флаг Пакистана                                           |                                                                  | Дир                                          | Наваб                                                  | Мохаммад Шах Джахан Хан | 1925 год—1960 год |  |
| Флаг Пакистана                                           |                                                                  | Хунза                                        | Мир                                                    | Мухаммад Джамаль Хан | 1945 год—1974 год |  |
|                                                          | Саудовская Аравия                                                | Саудовская Аравия                            | Король                                                 | Сауд ибн Абдул-Азиз | 1953 год—1964 год |  |
| Премьер-министр                                          | Саудовская Аравия                                                | Саудовская Аравия                            | Фейсал ибн Абдул-Азиз Аль Сауд                         | 1954 год—1960 год, 1962 год—1975 год                                                                                         | |  |
|                                                          | Сикким                                                           | Сикким                                       | Чогьял                                                 | Таши Намгьял | 1914 год—1963 год |  |
| Флаг Таиланда                                            | Таиланд                                                          | Таиланд                                      | Король                                                 | Рама IX (Пхумипон Адульядет)                                                                                                 | 1946 год—2016 год |  |
| Флаг Таиланда                                            | Таиланд                                                          | Таиланд                                      | Премьер-министр                                        | Сарит Танарат | 1958 год—1963 год |  |
|                                                          | Турция                                                           | Турция                                       | Президент                                              | Махмуд Джеляль Баяр | 1950 год—1960 год |  |
| Премьер-министр                                          | Турция                                                           | Турция                                       | Али Аднан Мендерес                                     | 1950 год—1960 год | |  |
|                                                          | Филиппины                                                        | Филиппины                                    | Президент                                              | Карлос Полестико Гарсия | 1957 год—1961 год |  |
|                                                          | Цейлон (доминион Великобритании)                                 | Цейлон (доминион Великобритании)             | Королева                                               | Елизавета II | 1952 год—1972 год |  |
| Генерал-губернатор                                       | Цейлон (доминион Великобритании)                                 | Цейлон (доминион Великобритании)             | Оливер Эрнест Гунетиллеке                              | 1954 год—1962 год | |  |
| Премьер-министр                                          | Цейлон (доминион Великобритании)                                 | Цейлон (доминион Великобритании)             | Соломон Бандаранаике Виджаянанда Даханаяке             | 1956 год—1959 год 1959 год—1960 год                                                                                          | |  |
|                                                          | Южная Корея                                                      | Южная Корея                                  | Президент                                              | Ли Сын Ман | 1948 год—1960 год |  |
|                                                          | Япония                                                           | Япония                                       | Император                                              | Хирохито (император Сёва) | 1926 год—1989 год |  |
| Премьер-министр                                          | Япония                                                           | Япония                                       | Нобусукэ Киси                                          | 1957 год—1960 год | |  |

## Африка
| Флаг               | Страна                                 | Страна                                 | Должность                                 | Имя                                 | Начало и конец срока                 | Фото |
| ------------------ | -------------------------------------- | -------------------------------------- | ----------------------------------------- | ----------------------------------- | ------------------------------------ | ---- |
|                    | Буганда (протекторат Великобритании)   | Буганда (протекторат Великобритании)   | Бугандийский кабака                       | Мутеса II                           | 1939 год—1962 год                    |      |
|                    | Бурунди (Подопечная территория ООН)    | Бурунди (Подопечная территория ООН)    | Мвами (король)                            | Мвамбутса IV                        | 1915 год—1966 год                    |      |
| Флаг Ганы          | Гана                                   | Гана                                   | Королева                                  | Елизавета II                        | 1957 год—1960 год                    |      |
| Флаг Ганы          | Гана                                   | Гана                                   | Генерал-губернатор                        | Уильям Хар                          | 1957 год—1960 год                    |      |
| Флаг Ганы          | Гана                                   | Гана                                   | Премьер-министр                           | Кваме Нкрума                        | 1957 год—1960 год                    |      |
| Флаг Гвинеи        | Гвинея                                 | Гвинея                                 | Президент                                 | Ахмед Секу Туре                     | 1958 год—1984 год                    |      |
|                    | Занзибар (протекторат Великобритании)  | Занзибар (протекторат Великобритании)  | Султан                                    | Халифа ибн Харуб                    | 1911 год—1960 год                    |      |
|                    | Либерия                                | Либерия                                | Президент                                 | Уильям Табмен                       | 1944 год—1971 год                    |      |
|                    | Ливия                                  | Ливия                                  | Король                                    | Идрис I                             | 1951 год—1969 год                    |      |
| Премьер-министр    | Ливия                                  | Ливия                                  | Абдель Маджид Каабар                      | 1957 год—1960 год                   |                                      |      |
| Флаг Марокко       | Марокко                                | Марокко                                | Король                                    | Мухаммед V                          | 1957 год—1961 год                    |      |
| Флаг Марокко       | Марокко                                | Марокко                                | Премьер-министр                           | Абдалла Ибрагим                     | 1958 год—1960 год                    |      |
|                    | Объединённая Арабская Республика       | Объединённая Арабская Республика       | Президент                                 | Гамаль Абдель Насер                 | 1958 год—1970 год                    |      |
| Премьер-министр    | Объединённая Арабская Республика       | Объединённая Арабская Республика       | 1958 год—1962 год, 1967 год—1970 год      | Гамаль Абдель Насер                 |                                      |      |
|                    | Руанда (Подопечная территория ООН)     | Руанда (Подопечная территория ООН)     | Мвами                                     | Мутара III Кигели V                 | 1931 год—1959 год 1959 год—1962 год  |      |
|                    | Салум (протекторат Франции)            | Салум (протекторат Франции)            | маад                                      | Фоде Но Гуйе Диуф                   | 1935 год—1969 год                    |      |
|                    | Свазиленд (протекторат Великобритании) | Свазиленд (протекторат Великобритании) | Нгвеньяма (король)                        | Собуза II                           | 1899 год—1982 год                    |      |
|                    | Судан                                  | Судан                                  | Президент                                 | Ибрахим Аббуд                       | 1958 год—1964 год                    |      |
| Премьер-министр    | Судан                                  | Судан                                  | 1958 год—1964 год                         | Ибрахим Аббуд                       |                                      |      |
|                    | Тунис                                  | Тунис                                  | Президент                                 | Хабиб Бургиба                       | 1957 год—1987 год                    |      |
|                    | Эфиопия                                | Эфиопия                                | Император                                 | Хайле Селассие                      | 1930 год—1936 год, 1941 год—1974 год |      |
| Премьер-министр    | Эфиопия                                | Эфиопия                                | Абебе Арегаи                              | 1957 год—1960 год                   |                                      |      |
|                    | Южно-Африканский Союз                  | Южно-Африканский Союз                  | Королева                                  | Елизавета II                        | 1952 год—1961 год                    |      |
| Генерал-губернатор | Южно-Африканский Союз                  | Южно-Африканский Союз                  | Эрнест Джордж Янсен Чарльз Роббертс Сварт | 1951 год—1959 год 1959 год—1961 год |                                      |      |
| Премьер-министр    | Южно-Африканский Союз                  | Южно-Африканский Союз                  | Хендрик Фервурд                           | 1958 год—1966 год                   |                                      |      |

## Европа
| Флаг                                                          | Страна                                    | Страна                                    | Должность                                                            | Имя | Начало и конец срока | Фото |
| ------------------------------------------------------------- | ----------------------------------------- | ----------------------------------------- | -------------------------------------------------------------------- | --- | --- | ---- |
| Флаг Австрии                                                  | Австрия                                   | Австрия                                   | Федеральный президент                                                | Адольф Шерф | 1957 год—1965 год |      |
| Флаг Австрии                                                  | Австрия                                   | Австрия                                   | Федеральный канцлер                                                  | Юлиус Рааб | 1953 год—1961 год |      |
|                                                               | Албания                                   | Албания                                   | Первый секретарь Центрального Комитета                               | Энвер Ходжа | 1941 год—1985 год |      |
| Председатель Президиума Народного собрания                    | Албания                                   | Албания                                   | Хаджи Леши                                                           | 1953 год—1982 год | |      |
| Председатель Совета министров                                 | Албания                                   | Албания                                   | Мехмет Шеху                                                          | 1954 год—1981 год | |      |
| Флаг Андорры                                                  | Андорра                                   | Андорра                                   | Соправители                                                          | Рене Коти Шарль Де Голль Президент Французской Республики                                                            | 1954 год—1959 год 1959 год—1969 год                                                                                         |      |
| Флаг Андорры                                                  | Андорра                                   | Андорра                                   | Соправители                                                          | Рамон Иглеисас-и-Навори Епископ Урхельский                                                                           | 1943 год—1969 год |      |
| Флаг Бельгии                                                  | Бельгия                                   | Бельгия                                   | Король                                                               | Бодуэн | 1951 год—1993 год |      |
| Флаг Бельгии                                                  | Бельгия                                   | Бельгия                                   | Премьер-министр                                                      | Гастон Эйскенс | 1949 год—1950 год, 1958 год—1961 год, 1968 год—1973 год                                                                     |      |
|                                                               | Народная Республика Болгария              | Народная Республика Болгария              | Генеральный (Первый) секретарь ЦК Болгарской коммунистической партии | Тодор Живков | 1954 год—1989 год |      |
| Председатель Президиума Народного собрания                    | Народная Республика Болгария              | Народная Республика Болгария              | Димитр Ганев                                                         | 1958 год—1964 год | |      |
| Председатель Совета министров                                 | Народная Республика Болгария              | Народная Республика Болгария              | Антон Югов                                                           | 1956 год—1962 год | |      |
| Флаг Ватикана                                                 | Ватикан                                   | Ватикан                                   | Папа                                                                 | Иоанн XXIII | 1958 год—1963 год |      |
| Флаг Ватикана                                                 | Ватикан                                   | Ватикан                                   | Государственный секретарь                                            | кардинал Доменико Тардини                                                                                            | 1958 год—1961 год |      |
|                                                               | Великобритания                            | Великобритания                            | Королева                                                             | Елизавета II | 1952 год—2022 год |      |
| Премьер-министр                                               | Великобритания                            | Великобритания                            | Гарольд Макмиллан                                                    | 1957 год—1963 год | |      |
| Флаг Венгрии                                                  | Венгерская Народная Республика            | Венгерская Народная Республика            | Генеральный секретарь ЦК Венгерской социалистической рабочей партии  | Янош Кадар | 1956 год—1988 год |      |
| Флаг Венгрии                                                  | Венгерская Народная Республика            | Венгерская Народная Республика            | Председатель Президиума Венгерской Народной Республики               | Иштван Доби | 1952 год—1967 год |      |
| Флаг Венгрии                                                  | Венгерская Народная Республика            | Венгерская Народная Республика            | Председатель Совета министров                                        | Ференц Мюнних | 1958 год—1961 год |      |
|                                                               | Германская Демократическая Республика     | Германская Демократическая Республика     | Генеральный секретарь ЦК Социалистической единой партия Германии     | Вальтер Ульбрихт | 1950 год—1971 год |      |
| Президент                                                     | Германская Демократическая Республика     | Германская Демократическая Республика     | Вильгельм Пик                                                        | 1949 год—1960 год | |      |
| Председатель правительства                                    | Германская Демократическая Республика     | Германская Демократическая Республика     | Отто Гротеволь                                                       | 1949 год—1964 год | |      |
|                                                               | Греция                                    | Греция                                    | Король                                                               | Павел I | 1947 год—1964 год |      |
| Премьер-министр                                               | Греция                                    | Греция                                    | Константинос Караманлис                                              | 1955 год—1958 год, 1958 год—1961 год, 1961 год—1963 год, 1974 год—1980 год                                           | |      |
| Флаг Дании                                                    | Дания                                     | Дания                                     | Король                                                               | Фредерик IX | 1947 год—1972 год |      |
| Флаг Дании                                                    | Дания                                     | Дания                                     | Премьер-министр                                                      | Ханс Кристиан Хансен                                                                                                 | 1955 год—1960 год |      |
| Флаг Ирландии                                                 | Ирландия                                  | Ирландия                                  | Президент                                                            | Шон Томас О’Келли Имон де Валера                                                                                     | 1945 год—1959 год 1959 год—1973 год                                                                                         |      |
| Флаг Ирландии                                                 | Ирландия                                  | Ирландия                                  | Премьер-министр (тишек)                                              | Имон де Валера Шон Лемассн                                                                                           | (1937 год—1948 год, 1951 год—1954 год, 1957 год—1959 год) 1959 год—1966 год                                                 | \|   |
| Флаг Исландии                                                 | Исландия                                  | Исландия                                  | Президент                                                            | Аусгейр Аусгейрссон                                                                                                  | 1952 год—1968 год |      |
| Флаг Исландии                                                 | Исландия                                  | Исландия                                  | Премьер-министр                                                      | Эмиль Йоунссон Оулавюр Триггвасон Торс                                                                               | 1958 год—1959 год (1942 год, 1944 год—1947 год, 1949 год—1950 год, 1953 год—1956 год, 1959 год—1961 год, 1962 год—1963 год) |      |
|                                                               | Испания                                   | Испания                                   | Каудильо                                                             | Франсиско Франко | 1936 год—1975 год |      |
| Премьер-министр                                               | Испания                                   | Испания                                   | 1938 год—1973 год                                                    | Франсиско Франко | |      |
|                                                               | Италия                                    | Италия                                    | Президент                                                            | Джованни Гронки | 1955 год—1962 год |      |
| Премьер-министр                                               | Италия                                    | Италия                                    | Аминторе Фанфани Антонио Сеньи                                       | (1954 год, 1958 год—1959 год, 1960 год—1963 год, 1982 год—1983 год, 1987 год) (1955 год—1957 год, 1959 год—1960 год) | |      |
|                                                               | Лихтенштейн                               | Лихтенштейн                               | Князь                                                                | Франц Иосиф II | 1938 год—1989 год |      |
| Премьер-министр                                               | Лихтенштейн                               | Лихтенштейн                               | Александр Фрик                                                       | 1945 год—1962 год | |      |
| Флаг Люксембурга                                              | Люксембург                                | Люксембург                                | Великая герцогиня                                                    | Шарлотта | 1919 год—1964 год |      |
| Флаг Люксембурга                                              | Люксембург                                | Люксембург                                | Премьер-министр                                                      | Пьер Фриден Пьер Вернер                                                                                              | 1958 год—1959 год (1959 год—1974 год, 1979 год—1984 год)                                                                    |      |
| Флаг Монако                                                   | Монако                                    | Монако                                    | Князь                                                                | Ренье III | 1949 год—2005 год |      |
| Флаг Монако                                                   | Монако                                    | Монако                                    | Премьер-министр                                                      | Анри Сум Эмиль Пельтье                                                                                               | 1953 год—1959 год 1959 год—1962 год                                                                                         |      |
| Флаг Нидерландов                                              | Нидерланды                                | Нидерланды                                | Королева                                                             | Юлиана | 1948 год—1980 год |      |
| Флаг Нидерландов                                              | Нидерланды                                | Нидерланды                                | Премьер-министр                                                      | Луи Бел Ян Де Квай                                                                                                   | (1946 год—1948 год, 1958 год—1959 год) 1959 год—1963 год                                                                    |      |
| Флаг Норвегии                                                 | Норвегия                                  | Норвегия                                  | Король                                                               | Улаф V | 1957 год—1991 год |      |
| Флаг Норвегии                                                 | Норвегия                                  | Норвегия                                  | Премьер-министр                                                      | Эйнар Герхардсен | 1945 год—1951 год, 1955 год—1963 год, 1963 год—1965 год                                                                     |      |
| Флаг Польши                                                   | Польская Народная Республика              | Польская Народная Республика              | Председатель ЦК Польской объединенной рабочей партии                 | Владислав Гомулка | 1956 год—1970 год |      |
| Флаг Польши                                                   | Польская Народная Республика              | Польская Народная Республика              | Председатель Государственного совета                                 | Александр Завадский                                                                                                  | 1952 год—1964 год |      |
| Флаг Польши                                                   | Польская Народная Республика              | Польская Народная Республика              | Председатель Совета министров                                        | Юзеф Циранкевич | 1954 год—1970 год |      |
|                                                               | Португалия                                | Португалия                                | Президент                                                            | Америку де Деуш Томаш                                                                                                | 1958 год—1974 год |      |
| Премьер-министр                                               | Португалия                                | Португалия                                | Антониу ди Салазар                                                   | 1932 год—1968 год | |      |
|                                                               | Румынская Народная Республика             | Румынская Народная Республика             | Генеральный (первый) секретарь ЦК Румынской коммунистической партии  | Георге Георгиу-Деж                                                                                                   | 1944 год—1954 год, 1955 год—1965 год                                                                                        |      |
| Председатель Президиума Великого национального собрания       | Румынская Народная Республика             | Румынская Народная Республика             | Ион Георге Маурер                                                    | 1958 год—1961 год | |      |
| Премьер-министр                                               | Румынская Народная Республика             | Румынская Народная Республика             | Киву Стойка                                                          | 1955 год—1961 год | |      |
| Флаг Сан-Марино                                               | Сан-Марино                                | Сан-Марино                                | Капитаны-регенты                                                     | Доменико Форчеллини и Пьетро Реффи Марино Бенедетто Беллуцци и Агостино Бьорди Джузеппе Форчеллини и Ферруччо Пива   | 1958 год—1959 год 1959 год 1959 год—1960 год                                                                                |      |
|                                                               | Союз Советских Социалистических Республик | Союз Советских Социалистических Республик | Первый секретарь ЦК КПСС                                             | Никита Хрущёв | 1953 год—1964 год |      |
| Председатель Совета министров                                 | Союз Советских Социалистических Республик | Союз Советских Социалистических Республик | 1958 год—1964 год                                                    | Никита Хрущёв | |      |
| Председатель Президиума Верховного Совета СССР                | Союз Советских Социалистических Республик | Союз Советских Социалистических Республик | Климент Ворошилов                                                    | 1953 год—1960 год | |      |
|                                                               | Федеративная Республика Германии          | Федеративная Республика Германии          | Федеральный президент                                                | Теодор Хойс Генрих Любке                                                                                             | 1949 год—1959 год 1959 год—1969 год                                                                                         |      |
| Федеральный канцлер                                           | Федеративная Республика Германии          | Федеративная Республика Германии          | Конрад Аденауэр                                                      | 1949 год—1963 год | |      |
|                                                               | Финляндия                                 | Финляндия                                 | Президент                                                            | Урхо Калева Кекконен                                                                                                 | 1956 год—1982 год |      |
| Премьер-министр                                               | Финляндия                                 | Финляндия                                 | Карл-Август Фагерхольм Виено Сукселайнен                             | (1948 год—1950 год, 1956 год—1957 год, 1958 год—1959 год) (1957 год, 1959 год—1961 год)                              | |      |
|                                                               | Франция                                   | Франция                                   | Президент                                                            | Рене Коти Шарль де Голль                                                                                             | 1954 год—1959 год 1959 год—1969 год                                                                                         |      |
| Премьер-министр                                               | Франция                                   | Франция                                   | Шарль де Голль Мишель Дебре                                          | 1958 год—1959 год 1959 год—1962 год                                                                                  | |      |
|                                                               | Чехословацкая Социалистическая Республика | Чехословацкая Социалистическая Республика | Президент                                                            | Антонин Новотный | 1957 год—1968 год |      |
| Генеральный секретарь ЦК Коммунистической партии Чехословакии | Чехословацкая Социалистическая Республика | Чехословацкая Социалистическая Республика | Антонин Новотный                                                     | 1953 год—1968 год | |      |
| Премьер-министр                                               | Чехословацкая Социалистическая Республика | Чехословацкая Социалистическая Республика | Вильям Широкий                                                       | 1953 год—1963 год | |      |
| Флаг Швейцарии                                                | Швейцария                                 | Швейцария                                 | Президент                                                            | Поль Шоде | 1959 год, 1962 год |      |
|                                                               | Швеция                                    | Швеция                                    | Король                                                               | Густав VI Адольф | 1950 год—1973 год |      |
| Премьер-министр                                               | Швеция                                    | Швеция                                    | Таге Фритьоф Эрландер                                                | 1946 год—1969 год | |      |
|                                                               | Югославия                                 | Югославия                                 | Генеральный секретарь Центрального Комитета                          | Иосип Броз Тито | 1945 год—1980 год |      |
| Президент                                                     | Югославия                                 | Югославия                                 | 1953 год—1980 год                                                    | Иосип Броз Тито | |      |
| Председатель Правительства                                    | Югославия                                 | Югославия                                 | 1945 год—1963 год                                                    | Иосип Броз Тито | |      |

## Океания
| Флаг                | Страна                             | Должность          | Имя                   | Начало и конец срока                 | Фото |
| ------------------- | ---------------------------------- | ------------------ | --------------------- | ------------------------------------ | ---- |
| Флаг Австралии      | Австралия                          | Королева           | Елизавета II          | 1952 год—2022 год                    |      |
| Флаг Австралии      | Австралия                          | Генерал-губернатор | Уильям Слим           | 1953 год—1960 год                    |      |
| Флаг Австралии      | Австралия                          | Премьер-министр    | Роберт Мензис         | 1939 год—1941 год, 1949 год—1966 год |      |
| Флаг Новой Зеландии | Новая Зеландия                     | Королева           | Елизавета II          | 1952 год—2022 год                    |      |
| Флаг Новой Зеландии | Новая Зеландия                     | Генерал-губернатор | Чарльз Джон Литтелтон | 1957 год—1962 год                    |      |
| Флаг Новой Зеландии | Новая Зеландия                     | Премьер-министр    | Уолтер Нэш            | 1957 год—1960 год                    |      |
| Флаг Тонги          | Тонга (протекторат Великобритании) | Королева           | Салоте Тупоу III      | 1918 год—1965 год                    |      |
| Флаг Тонги          | Тонга (протекторат Великобритании) | Премьер            | Тауфа’ахау Тупоулахи  | 1949 год—1965 год                    |      |

## Северная и Центральная Америка
| Флаг                          | Страна                    | Должность                                               | Имя                                                              | Начало и конец срока                                              | Фото |
| ----------------------------- | ------------------------- | ------------------------------------------------------- | ---------------------------------------------------------------- | ----------------------------------------------------------------- | ---- |
|                               | Гаити                     | Президент                                               | Франсуа Дювалье                                                  | 1957 год—1971 год                                                 |      |
| Флаг Гватемалы                | Гватемала                 | Президент                                               | Хосе Мигель Идигорас Фуэнтес                                     | 1958 год—1963 год                                                 |      |
| Флаг Гондураса                | Гондурас                  | Президент                                               | Рамон Вильеда Моралес                                            | 1957 год—1963 год                                                 |      |
| Флаг Доминиканской Республики | Доминиканская Республика  | Президент                                               | Эктор Трухильо                                                   | 1952 год—1960 год                                                 |      |
|                               | Канада                    | Королева                                                | Елизавета II                                                     | 1952 год—2022 год                                                 |      |
| Генерал-губернатор            | Канада                    | Винсент Мэсси Жорж Ванье                                | 1952 год—1959 год 1959 год—1967 год                              |                                                                   |      |
| Премьер-министр               | Канада                    | Джон Дифенбейкер                                        | 1957 год—1963 год                                                |                                                                   |      |
|                               | Коста-Рика                | Президент                                               | Марио Эчанди Хименес                                             | 1958 год—1962 год                                                 |      |
|                               | Куба                      | Президент                                               | Фульхенсио Батиста Мануэль Уррутия Льео Освальд Дортикос Торрадо | (1940 год—1944 год, 1952 год—1959 год) 1959 год 1959 год—1976 год |      |
| Премьер-министр               | Куба                      | Гонсало Гуэль-и-Моралес Хосе Миро Кардона Фидель Кастро | 1958 год—1959 год 1959 год 1959 год—2008 год                     |                                                                   |      |
|                               | Мексика                   | Президент                                               | Адольфо Лопес Матеос                                             | 1958 год—1964 год                                                 |      |
|                               | Никарагуа                 | Президент                                               | Луис Сомоса Дебайле                                              | 1956 год—1963 год                                                 |      |
|                               | Панама                    | Президент                                               | Эрнесто де ла Гуардиа                                            | 1956 год—1960 год                                                 |      |
| Флаг Сальвадора               | Сальвадор                 | Президент                                               | Хосе Мария Лемус Лопес                                           | 1956 год—1960 год                                                 |      |
|                               | Соединённые Штаты Америки | Президент                                               | Дуайт Дэвид Эйзенхауэр                                           | 1953 год—1961 год                                                 |      |

## Южная Америка
| Флаг           | Страна    | Должность                                         | Имя                                        | Начало и конец срока                                     | Фото |
| -------------- | --------- | ------------------------------------------------- | ------------------------------------------ | -------------------------------------------------------- | ---- |
| Флаг Аргентины | Аргентина | Президент                                         | Артуро Фрондиси                            | 1958 год—1962 год                                        |      |
| Флаг Боливии   | Боливия   | Президент                                         | Эрнан Силес Суасо                          | 1952 год, 1956 год—1960 год, 1982 год—1985 год           |      |
|                | Бразилия  | Президент                                         | Жуселину Кубичек де Оливейра               | 1956 год—1961 год                                        |      |
|                | Венесуэла | Президент                                         | Эдгар Санабрия Ромуло Бетанкур             | 1958 год—1959 год (1945 год—1948 год, 1959 год—1964 год) |      |
| Флаг Колумбии  | Колумбия  | Президент                                         | Альберто Льерас Камарго                    | 1945 год—1946 год, 1958 год—1962 год                     |      |
|                | Парагвай  | Президент                                         | Альфредо Стресснер                         | 1954 год—1989 год                                        |      |
| Флаг Перу      | Перу      | Президент                                         | Мануэль Прадо-и-Угартече                   | 1939 год—1945 год, 1956 год—1962 год                     |      |
| Флаг Перу      | Перу      | Председатель Совета министров                     | Луис Галло Поррас Педро Бельтран Эспантосо | 1958 год—1959 год 1959 год—1961 год                      |      |
| Флаг Уругвая   | Уругвай   | Президент Национального правительственного совета | Карлос Фишер Мартин Эчегоен                | 1958 год—1959 год 1959 год—1960 год                      |      |
| Флаг Чили      | Чили      | Президент                                         | Хорхе Алессандри Родригес                  | 1958 год—1964 год                                        |      |
| Флаг Эквадора  | Эквадор   | Президент                                         | Камило Понсе Энрикес                       | 1956 год—1960 год                                        |      |

## Комментарии
1. ↑  Сформировал президентский кабинет без участия политических партий.
2. ↑  Пост упразднен.
3. ↑  Отправлен в отставку после издания 5 июля 1959 года президентского декрета об отмене Временной конституции 1950 года и восстановлении Конституции 1945 года.
4. ↑  Cкончался 29 октября 1959 года. Церемония похорон прошла в августе 1960 года.
5. ↑  Сын Сисаванг Вонга, наследный принц с 29 августа 1941 года. С августа 1959 года был регентом в связи с болезнью отца.
6. ↑  Подал в отставку под давлением армии 25 декабря 1959 года. 28 декабря формирование правительства было поручено Катаю Сасориту, однако тот скончался ночью на 29 декабря. Правительство Фуи Сананикона был свергнуто армией в ночь на 31 декабря 1959 года.
7. ↑  Подал в отставку 4 мая 1959 года в связи с окончанием переходного периода. Рассматривался королём как кандидат в премьер-министры конституционного правительства, но было решено поручить формирование кабинета представителю парламентского большинства.
8. ↑  Один из лидеров партии Непальский конгресс, победившей на парламентских выборах18 февраля-3 апреля 1959 года. 30 июня кабинет был преобразован в конституционное правительство.
9. ↑  Сохранил пост премьер-министра после победы правящей Демократической партии на досрочных выборах в меджлис 27 октября 1957 года.
10. ↑  Смертельно ранен 25 сентября монахом Талдуве Самарамой за уступки тамильскому меньшинству. Скончался на следующий день.
11. ↑  Министр образования в правительстве Соломона Бандаранаике.
12. ↑  Скончался 25 ноября 1959 года.
13. ↑  25 июня 1959 года истёк второй президентский срок.
14. ↑  Избран президентом на всеобщих выборах.
15. ↑  Подал в отставку 26 января 1959 года.
16. ↑  Подал в отставку 4 декабря 1958 года.
17. ↑  Сенатор, затем министр юстиции в кабинете Шарля де Голля. Один из авторов Конституции 1958 года.
18. ↑  Покинул Кубу в ночь с 31 декабря 1958 года на 1 января 1959 года.
19. ↑  В прошлом член Верховного суда, оппозиционный режиму Батисты. Предложен на пост временного президента Фиделем Кастро 14 декабря 1957 года. В июле обвинён в контрреволюционной деятельности и смещён. Скрылся в посольстве Венесуэлы, покинул Кубу и умер в эмиграции в Нью-Йорке в 1981 году.
20. ↑  Юрист, министр по делам революционной законности в правительстве Фиделя Кастро.
21. ↑  Лишился поста в связи с падением режима Батисты.
22. ↑  Адвокат, профессор права Гаванского университета. Поле отставки был отправлен послом в Испанию. В 1960 году попросил политического убежища, эмигрировал в США. В 1961 году во время вторжения на Плайя-Хирон был провозглашён временным президентом Кубы. Скончался в Пуэрто-Рико в 1974 году.
23. ↑  Адвокат, один из руководителей оппозиционной Партии ортодоксов, с 1953 года лидер Движения 26 июля, с 1956 года руководитель партизанской борьбы против режима Ф.Батисты.
24. ↑  Временный президент на период всеобщих выборов, до передачи власти избранному президенту.